# 伊氏裂腹魚
伊氏裂腹鱼（学名：Schizothorax pseudoaksaiensis issykkuli）为輻鰭魚綱鯉形目鲤科的一個種，分布於亞洲伊薩克湖，體長可達70公分，可做為食用魚。

## 扩展阅读
維基物種上的相關：伊氏裂腹鱼